# Луо, Ликун
Ло Лицю́нь (кит. упр. 骆利群, пиньинь Luò Lìqún, палл. Ло Лицюнь, род. в январе 1966) — американский нейробиолог китайского происхождения, исследователь организации нейронных цепей.
Доктор философии (1992), профессор Стэнфордского университета, исследователь Медицинского института Говарда Хьюза (с 2005), член Национальной АН США (2012).
Вырос в Шанхае. Окончил Научно-технический университет Китая (бакалавр молекулярной биологии, 1986). В 1992 году в Брандейском университете получил степень доктора философии по биологии. Являлся постдоком в Калифорнийском университете в Сан-Франциско. После этого в декабре 1996 года запустил собственную лабораторию на кафедре биологии Стэнфорда, в котором ныне именной профессор (Ann and Bill Swindells Professor; с 2016).
Также состоит членом его Bio-X, Stanford Cancer Institute, Wu Tsai Neurosciences Institute.
Фелло Американской академии искусств и наук (2012) и Американской ассоциации содействия развитию науки (2011).
Автор учебника Principles of Neurobiology.

## Награды
- Technology Innovation Award in Neuroscience, McKnight Foundation[англ.] (2002)
- Young Investigator Award, Американское общество нейронаук (2002)
- Jacob Javits Award, National Institute of Neurological Disorders and Stroke[англ.] (2005)
- H.W.Mossman Award, American Association of Anatomists[англ.] (2007)
- Lawrence C. Katz Prize for Innovative Research in Neuroscience, Университет Дьюка (2013)
- Pradel Research Award[нем.] НАН США (2019)[8]